# Lagynochthonius himalayensis
Lagynochthonius himalayensis är en spindeldjursart som först beskrevs av Kuniyasu Morikawa 1968.  Lagynochthonius himalayensis ingår i släktet Lagynochthonius och familjen käkklokrypare. Inga underarter finns listade i Catalogue of Life.